# غوما أغيار
غوما أغيار Guma Aguiar مليونير ورجل أعمال إسرائيلي وأمريكي، برازيلي المولد. يتنتقل في إقامته بين الولايات المتحدة وإسرائيل. في يوليو 2009 استثمر أغيار 4 ملايين دولار بشراء حصة في نادي بيتار القدس لكرة القدم.
ولد في ريو دي جينيرو لأم يهودية وأب مسيحي؛ وتربّى على الديانة المسيحية، أمه شقيقة المليونير توماس كابلان وعلى الرغم من أنّ والدته يهودية العرق الأ أنها هي وأسرتها آل كابلان تحولت للمسيحية؛ عنما بلغ أغيار سن السادسة والعشرين عاد إلى ممارسة الشعائر اليهودية بعد لقاء الرابي طوبيا سنجر. مع ذلك، لأنه ولد من أم يهودية عرقيًا (على الرغم من أن عائلتها مارست الشعائر المسيحية)، فانه لم يكن في حاجة لعملية تحويل رسميًا.
أغيار نائب رئيس مجلس الإدارة والرئيس التنفيذي في شركة الطاقة ليور إنيرجي Leor Energy. كما أنه رئيس مؤسسة ليليان جان كابلان التي تقوم بالعديد من النشاطات الخيرية.
تبرع أغيار بحوالي 8 ملايين دولار لتمويل أنشطة منظمة نيفيش بنيفيش الصهيونية، التي تشجع على الهجرة اليهودية الجماعية من أمريكا الشمالية والمملكة المتحدة إلى إسرائيل. كما أنه من أبرز المؤيدين لمؤسسة «مسيرة التعايش» والتي تنظم برامج تعليمية في بولندا وإسرائيل، لتمكين الطلاب من فهم أفضل للمحرقة اليهودية الهولوكوست، وبعث الصهيونية وإقامة الدولة الحديثة الصهيونية في إسرائيل.
اعتبرته صحيفة جويش ويك اليهودية في نيويورك، من أبرز اليهود الذين تقل أعمارهم عن 36 سنة، تأثيرا في الشأن اليهودي والصهيوني، نظرا لدعمه المالي السخي.
أسس أغيار جائزة «المدافع عن القدس» لتكريم الشخصيات ذات المواقف الفريدة في دعم القدس. ومن بين الشخصيات التي منحت هذه الجائزة الرئيس الإسرائيلي شمعون بيريز وحاكم ولاية أركنساس السابق، ومايك هاكابي المذيع في قنوات فوكس، وحاكم ولاية تكساس ريك بيري، وعضو الكونغرس إليانا روس.
في يوليو 2009 أقدم أغيار على استثمار 4 ملايين دولار في نادي بيتار القدس، الذي كان يعاني من ضائقة مالية وكان يوشك على الإفلاس. وكان الدافع لأغيار على شراء النادي حبه لكرة القدم بإلإضافة إلى حبه لإسرائيل والقدس. وبسبب هذا الاستثمار الرياضي أصبح أغيار شخصية معروفة في الأوساط الاجتماعية، وأصبح ذا صلة بالسياسيين في الكنيست والقادة المحليين ورجال الأعمال.
في يونيو 2012، اختفى أغيار في ظروف غامضة، وكان قد شوهد لآخر مرة خارجًا من منزله في فورت لودرديل بولاية فلوريدا في 19 يونيو 2012، وفي اليوم التالي عُثر على قارب الصيد الخاص به وأنواره مضاءة ومحركه يعمل، وقد جنح نحو الشاطئ، ووُجدت حافظة نقود أغيار وهاتفه الجوال في القارب، غير أن عمليات البحث ـ التي استمرت لأسبوعين ـ لم تجد له أي أثر.